# 鹿児島県道269号坊之津久木野線
鹿児島県道269号坊之津久木野線（かごしまけんどう269ごう ぼうのつくきのせん）は、鹿児島県南さつま市から枕崎市を経由して、ふたたび南さつま市に至る一般県道である。

## 概要
坊津から鹿児島・加世田方面に抜ける主要道路である。

### 路線データ
- 起点：鹿児島県南さつま市坊津町泊（国道226号交点）
- 終点：鹿児島県南さつま市加世田津貫（国道270号交点）

## 地理

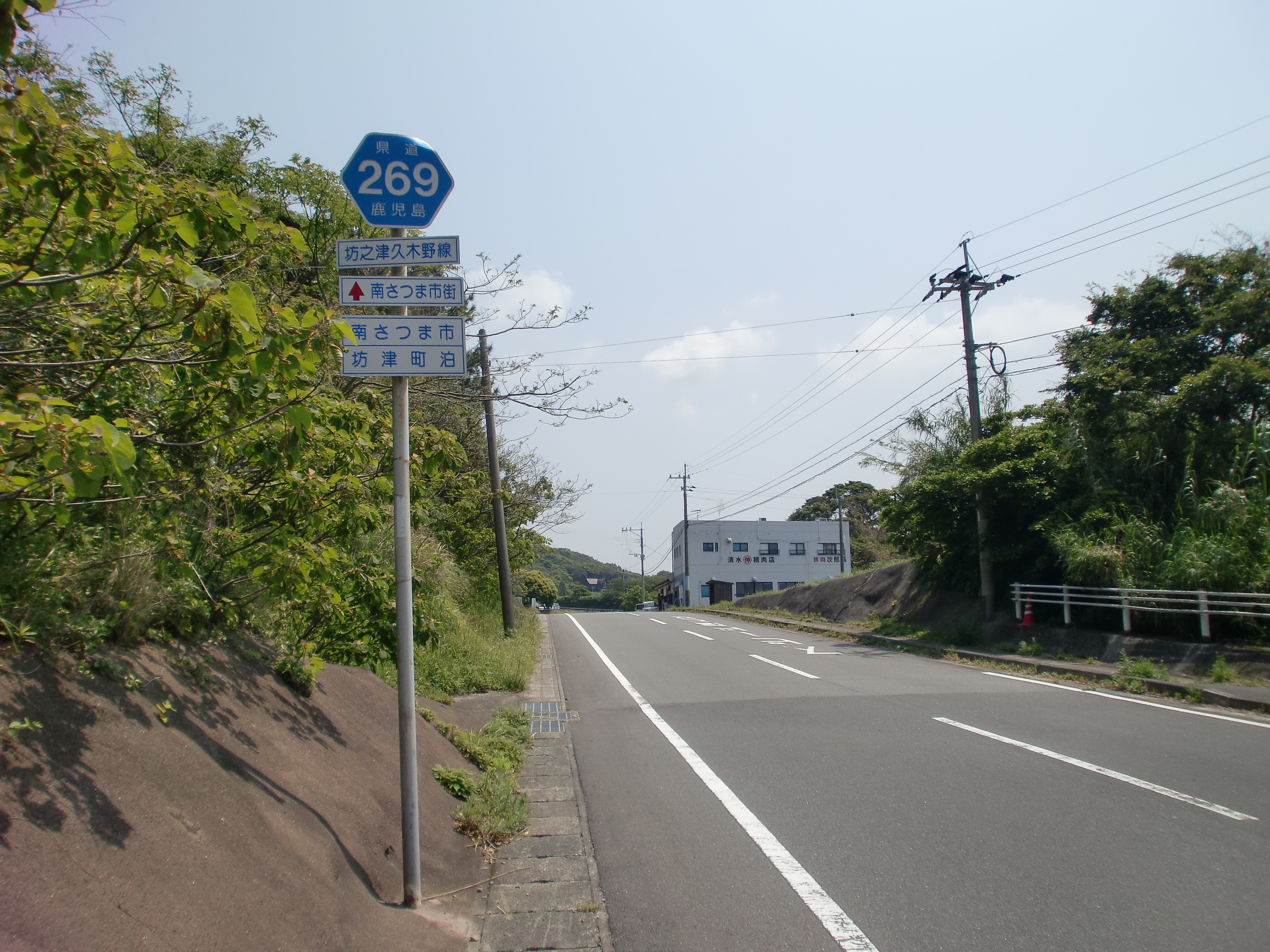
起点側から久木野方面を望む

### 通過する自治体
- 南さつま市
- 枕崎市
- 南さつま市

### 交差する道路
| 交差する道路 | 交差する場所 | 交差する場所 |
| ------------ | ------------ | ------------ |
| 国道226号    | 坊津町泊     | 起点         |
| 国道270号    | 加世田津貫   | 終点         |

### 沿線
- 南さつま市立坊津学園